# نادر بن فيصل
نادر بن فيصل البوسعيدي سياسي عُماني (1887-1971) يُعتبر أول رئيس وزراء في سلطنة عُمان. تولى رئاسة الوزراء لفتريين الفترة الأولى عام 1920-1924 والفترة الثانية من 1925 إلى 1926 بتكليف من شقيقه السلطان تيمور بن فيصل سلطان عمان في تلك الفترة.
عمل البوسعيدي على إصلاح الاقتصاد واستقدم الشركات الأجنبية للكشف عن النفط في عمان واستقدم الخبراء المصريين لتطوير نظام الجمارك في السلطنة.

## أهم المناصب
- والي سمائل سنة 1913م
- قاضي في المحكمة من سنة 1913م إلى سنة 1919م
- رئيس المحكمة العليا من سنة 1919م إلى سنة 1920م